# Bizarre Inc
Bizarre Inc. was een Britse danceact uit Stafford die in de vroege jaren negentig bekend werd met nummers als Playing with knives en I'm gonna get you. De groep hield eind jaren negentig op te bestaan, maar producers Andrew Meecham en Dean Meredith waren de jaren daarna actief in allerlei nieuwe projecten zoals Chicken Lips en Sir Drew. 

## Bizarre inc.
Bizarre Inc. ontstond in 1988 en werd opgericht door Mark Archer en Dean Meredith op het hoogtepunt van acid house. Ze brachten het album Technological uit. Tegelijkertijd startten ze het project Rhythm Mode:D, dat meer op hiphop was gericht en waar ook Andrew Meecham en Chris Peat deel van uitmaakten. Daarvan verscheen het album So Damn Tough. Daarna gingen Archer en Meredith met onenigheid uit elkaar. Archer ging verder met Chris Peat als Nexus 21, dat later omgevormd werd tot de ravegroep Altern-8. Meredith zette met Andrew Meecham Bizarre inc. voort. Ook plaatselijke dj Carl Turner kwam het team versterken. In de studio van het ouderlijk huis van Andrew produceerden ze het nummer Playing with knives. Dit lieten ze horen aan het platenlabel Vinyl Solution en ze kregen een contract voor enkele singles en ep's. Van Such a feeling (1991) deden zowel het titelnummer als Raise me het goed op raves. Nog succesvoller was Playing with knives, dat de 4de plaats in Britse hitlijsten bereikte. Een afgekeurde remix door Martin Glover wordt niet veel later ook een hit. Hij bewerkt zijn remix voor het nummer Can you feel the passion zijn eigen project Blue Pearl. 
Het geld dat met Playing with knives werd opgehaald, investeerden ze in een nieuw album. Voor Energique, dat eind 1992 verscheen, huurden ze de gastvocalisten Yvonne Yanney, Cameron Dante en Angie Brown. Aanvankelijk wilden ze ook Jocelyn Brown inschakelen, maar die weigerde. Het album bestaat uit twee delen. Een ravegedeelte met remixes van eerder uitgebrachte tracks en een gedeelte met nieuwe nummers waar veel invloeden uit soul en disco te horen zijn. Het nummer I'm gonna get you werd een grote hit en bereikte in Nederland en het Verenigd Koninkrijk de 3de plaats en kwam in België op nummer 14. Ook Took my love werd een Alarmschijf en een bescheiden hit (nummer 22 in Nederland, 19 in Groot-Brittannië). Van het rustigere Love in motion werd door de producers Davide Ruberto & Gio Brembilla de Trance form club mix gemaakt, die in de Verenigde Staten ook hoog in de dancelijst terechtkwam.
Pas in 1996 verscheen de opvolger van Energique, op het grote Mercury Records. Op Surprise werd overtuigend gekozen om de discosound verder uit te werken. Als zangeres was Angie Brown weer aanwezig. Bizarre Inc. wist het publiek echter niet meer aan te spreken en het album flopte en ze werden door Mercury op straat gezet. Meecham gaf later in een interview aan dat hij daarom nooit meer met een grote platenmaatschappij wil werken. Daarna verdween de groep geruisloos van het toneel. Carl Turner verliet de groep daarna.

## Latere projecten
Het overgebleven tweetal stortte zich daarna op tal van projecten. Andrew Meecham startte het breakbeatproject Sir drew en bracht de albums She Woman Cat Type Thang (1999) en Feet First (2000) uit. Daarna startte hij het project The Emperor Machine, dat zich meer op discohouse richtte. Hiervan verschenen meerdere albums. 
In 1999 richtten de twee de groep Chicken Lips op met Jonny Spencer en Stevie Koley. Het debuutalbum Echoman (2000) brengt een mix van breakbeat, house electro en disco. Dit geluid zetten ze verder op Extended play (2002) en Making Faces (2006). Als downtempoproject richtten de Meecham en Meredith het project Big 200 op, waarvan het album Your Personal Filth uitkwam. In 2003 werd Chicken Lips ook in Nederland bekend doordat ze voor het label Studio !K7 een aflevering van de DJ Kicks-serie mixten. Voor het eigen werk richtte het duo het label Lipservice op. Hierop verscheen in 2010 het album Experience Of Malfunction. Meredith werkte daarna ook veel samen met producer Ben Shenton. In 2011 kwam hij met een nieuw houseproject dat The Rhythm Odyssey heet. Daarmee bracht hij het album Metaphysical Transition uit.

## Discografie
Albums:
- Bizarre Inc. - Technological 1989
- Rhythm Mode:D - So Damn Tough 1989
- Bizarre Inc. - Energique 1992
- Bizarre Inc. - Surprise 1996
- Sir Drew - She Woman Cat Type Thang 1999
- Chicken Lips - Echoman 2000
- Big 200 - Your Personal Filth 2002
- Sir Drew - Feet first 2002
- Chicken Lips - Extended play 2002
- The Emperor Mmachine - Aimee Tallulah Is Hypnotised 2004
- Chicken Lips - Making faces 2006
- The Emperor Machine - Vertical Tones & Horizontal Noise 2006
- The Emperor Machine - Space Beyond The Egg 2009
- Chicken Lips - Experience Of Malfunction 2010
- The Rhythm Odyssey - Metaphysical Transition 2011
- Andrew Meecham - Monophonic Volume One 2011
- The Emperor Machine - Hey 2013